# Robin Green
Robin Green és guionista i productora televisiva. Ha participat en sèries aclamades per la crítica i pel públic com ara Los Soprano (1999, HBO), per la qual va guanyar un premi Emmy i un Globus d’or com a guionista i productora executiva, o Doctor en Alaska (1990, CBS), per la qual va rebre també aquests guardons. Conjuntament amb Mitchell Burgess va crear la sèrie policíaca Blue Bloods (2010, CBS), i ha tingut diversos rols com a guionista i productora en sèries com A Year in the Life (1986, NBC), Almost Grown (1988, CBS), la pel·lícula televisiva Critical Choices (1996, Paramount+). Abans d’entrar en el món de la televisió, Green va treballar com a periodista cultural a la revista Rolling Stone, on va escriure alguns reportatges icònics, com el de Dennis Hopper a Nou Mèxic. A les seves memòries, La única chica. De redactora en Rolling Stone a guionista en Los Soprano (Liburuak, 2024), Green relata en primera persona la seva experiència com a única dona en l’equip editorial de Rolling Stone durant la dècada dels setanta, i, de manera més àmplia, relata el seu recorregut vital i professional.

## Obra
- Green, Robin. The Only Girl: My Life and Times on the Masthead of Rolling Stone (en anglès).  Little, Brown, 21 agost 2018. ISBN 978-0-316-44005-9.